# Пьюн, Альберт
Альберт Пьюн (англ. Albert Pyun; 19 мая 1953, Сан-Диего, Калифорния — 26 ноября 2022, Лас-Вегас, Невада) — американский кинорежиссёр и сценарист, автор многочисленных малобюджетных кинофильмов, в том числе в категории Direct-to-video. Пьюн снимал кино о боевых искусствах, в жанре фантастики и фэнтези, создал несколько экранизаций комиксов Marvel.

## Биография
Альберт Пьюн родился в Сан-Диего 19 мая 1953 года в семье военнослужащего. Вслед за отцом-пехотинцем, семья переезжала несколько раз. Детство Пьюна прошло на Гавайях, в городе Каилуа. Ещё в возрасте девяти лет Пьюн увлекся видео, он снимал короткие фильмы на видеокамеру своих родителей. В шестнадцать лет он уже снимал любительское кино в жанре боевиков, главные роли играли друзья и одноклассники Пьюна. После школы Пьюн подрабатывал звукорежиссёром и электриком.
Знакомство с Тосиро Мифуне, который во многом повлиял на кинематографическую судьбу Альберта Пьюна. После окончания обучения в школе, Пьюн по приглашению Тосиро отправился в Японию, где устроился помощником режиссёра к Акире Куросаве.
После возвращения в США Пьюн сотрудничал с киностудией Cannon Films. Наиболее известным кинофильмом, снятым Пьюном на киностудии Cannon Films, стал фантастический боевик 1989 года «Киборг» с Жан-Клодом Ван Даммом в главной роли.
Альберт Пьюн также писал сценарии и снимал по ним фильмы. Жанр фантастической антиутопии в кино принёс Пьюну как известность (фильмы «Киборг», «Рыцари», «Немезида»), так и провал («Адреналин»).

## Фильмография
1980-е
- 1982 — Меч и колдун / The Sword and the Sorcerer
- 1985 — Радиоактивные грёзы / Radioactive Dreams
- 1986 — В опасной близости / Dangerously Close
- 1986 — Порочные губы / Vicious Lips
- 1987 — Искривлённый вниз / Down Twisted
- 1988 — Инопланетянка из Лос-Анджелеса / Alien from L.A.
- 1989 — Путешествие к центру Земли / Journey to the Center of the Earth
- 1989 — Киборг / Cyborg
- 1989 — Заморочка / Deceit

1990-е
- 1990 — Капитан Америка / Captain America
- 1991 — Кикбоксер 2: Дорога назад / Kickboxer 2
- 1991 — Кровавый сговор / Bloodmatch
- 1991 — Кукольный человек / Dollman
- 1992 — Немезида / Nemesis
- 1993 — Вышиби мозги: История любви / Brainsmasher… A Love Story
- 1993 — Рыцари / Knights
- 1993 — Аркада / Arcade
- 1994 — Кикбоксер 4: Агрессор / Kickboxer 4
- 1994 — Гонконг ’97 / Hong Kong ’97
- 1995 — Порох / Spitfire
- 1995 — Человек против киборга / Heatseeker
- 1995 — Немезида 2: Невидимка / Nemesis 2: Nebula
- 1996 — Адреналин: Страх погони / Adrenalin: Fear the Rush
- 1996 — Немезида 3: Провал во времени / Nemesis 3: Prey Harder
- 1996 — Солдат апокалипсиса / Omega Doom
- 1996 — Немезида 4: Ангел смерти / Nemesis 4: Death Angel
- 1996 — Чёрный ястреб / Raven Hawk
- 1997 — Взрыв / Blast
- 1997 — Крутые стволы / Mean Guns
- 1997 — Безумная шестёрка / Crazy Six
- 1998 — После смерти / Postmortem
- 1999 — Чёрный ангел / Urban Menace
- 1999 — Продажный / Corrupt

2000-е
- 2000 — Команда разрушителей / The Wrecking Crew
- 2001 — Часовой механизм / Ticker
- 2004 — Макс-разрушитель: Проклятие нефритового дракона / Max Havoc: Curse of the Dragon
- 2005 — Инфекция / Infection
- 2006 — Свежий воздух / Cool Air
- 2007 — Брошенный умирать / Left for Dead
- 2008 — Путь в преисподнюю / Road to Hell

2010-е
- 2010 — Лицо пули / Bulletface
- 2010 — Сказки о древней империи / Tales of an Ancient Empire
- 2014 — Допрос Шерил Купер / The Interrogation of Cheryl Cooper
- 2017 — Межзвёздная гражданская война / Interstellar Civil War

## Награды и премии
- 1987 год — Премия «Золотой Ворон» (Брюссельский кинофестиваль) за фильм «Радиоактивные грёзы».